# Oliarus hottentotta
Oliarus hottentotta är en insektsart som först beskrevs av Stsl 1855.  Oliarus hottentotta ingår i släktet Oliarus och familjen kilstritar. Inga underarter finns listade i Catalogue of Life.